# Babylon (программа)
Babylon — электронный словарь и программа автоматического перевода, поддерживающая 75 языков. Позволяет осуществлять перевод, указывая на слово в тексте, благодаря встроенной технологии оптического распознавания символов (OCR).
Панель инструментов Babylon toolbar и поисковая машина широко распространялись в комплекте с другими программами, скачиваемыми через Интернет, и регистрировались как расширение браузера. При этом Babylon захватывал управление браузером и переустанавливал на себя главную страницу пользователя и главную поисковую машину, не давая пользователю возможности удаления или переинсталяции. По этой причине Babylon toolbar был охарактеризован как вредоносная программа.

## История
Компания Babylon основана в 1997 году в Израиле. Осенью того же года был зарегистрирован патент на инновационный подход перевода.
На сегодняшний день, в мире насчитывается несколько миллионов индивидуальных пользователей.
Ранние версии Babylon были бесплатны.
В результате финансовых трудностей компания Babylon была вынуждена изменить бизнес-модель.
Сначала перешли на выпуск adware-версий. Позднее Babylon стал доступен лишь платно.

## Основные возможности
- Перевод слов.
- Полнотекстовый перевод.
- Автоматическое определение языка.
- Проверка правописания.
- Вывод похожих слов, антонимов, синонимов, словосочетаний, разговорных выражений и аббревиатур.
- Множество словарных статей различной тематики, включая жаргон и неформальную лексику.
- Толкование слов.
- Доступ к онлайн-энциклопедиям, в том числе к Википедии (отображает первый раздел статьи и ссылку для дальнейшего прочтения.)
- Имеется функция произношения слов.
- Интеграция в браузеры и другие популярные программы.
- Дополнительные словари (которые можно скачать или создавать свои).

## Вредоносная программа
7 августа 2010, Microsoft определяла это ПО как malware (идентифицировалось как «Adware: Win32/Babylon») в своих антивирусных обновлениях, поскольку «оно нарушило рекомендации, в соответствии с которыми Microsoft идентифицирует spyware и другое потенциально нежелательное программное обеспечение».
23 августа 2010 Microsoft обновила запись в своей вирусной энциклопедии, заявляя, что разработчиком Babylon ликвидировано его нежелательное поведение, и, таким образом, это ПО больше не malware.
В 2011, служба Download.com стала поставлять Babylon Toolbar в комплекте с открытыми программами, такими как Nmap. Ведущий разработчик Nmap обратил внимание, что тулбар обманывает пользователей. В связи с этим вице-президент Download.com, Sean Murphy, заявил, что поставка этой программы в комплекте с другими была ошибкой, и принёс извинения пользователем службы. 
В 2011 году компания Babylon, «побила занесённый ранее в Книгу рекордов Гиннесса рекорд по числу скачиваний своей программы-переводчика. Одновременно сайт компании попал в список 100 наиболее посещаемых в мире. […] Число пользователей программы Babylon превысило 100 млн»
В 2012 панель Babylon toolbar была признана вредоносной программой, захватывающей браузеры, которая очень легко инсталлируется, но с огромными трудностями удаляется. Многочисленные программы по борьбе с Spyware — такие как Stopzilla, Spybot — Search & Destroy — определили Babylon toolbar как нежелательное приложение. Многочисленные пользователи, попавшие в затруднение по причине навязчивости Babylonа, стали обращаться за помощью на форумы поддержки. Панель Babylon при запуске браузера переинсталлировала систему расширений и переустанавливала главную страницу пользователя на себя, а также заменяла основную поисковую страницу браузера на себя.

## Babylonонлайн
- Babylon Online Dictionary Архивная копия от 22 октября 2018 на Wayback Machine
- Бесплатный перевод Online

## Альтернативы
Babylon можно заменить частично, или сочетая продукты других производителей.

### с открытым исходным кодом
- Apertium
- GoldenDict — для операционных систем Linux и Microsoft Windows
- OmegaT — написана на языке Java
- StarDict — для Linux, FreeBSD, Solaris, Microsoft Windows

### бесплатные
- Dicto — для Microsoft Windows
- Google Translate

### прочие
- ABBYY Lingvo
- Babel Fish
- Мультитран
- ПРОМТ